# JuMZ-6
Der JuMZ-6 (ukrainisch ЮМЗ-6) ist ein sowjetischer und später ukrainischer Traktor, der ab 1969/70 im Juschny Maschinostroitelny Sawod (kurz Южмаш bzw. Juschmasch) produziert wurde. Er ähnelt stark dem MTZ-50 aus dem Minski Traktorny Sawod und wurde häufig für den Einsatz als Traktorbagger umgerüstet. In etwas mehr als 30 Jahren Produktion entstanden in verschiedenen Varianten über 1,15 Millionen Exemplare.

## Fahrzeuggeschichte

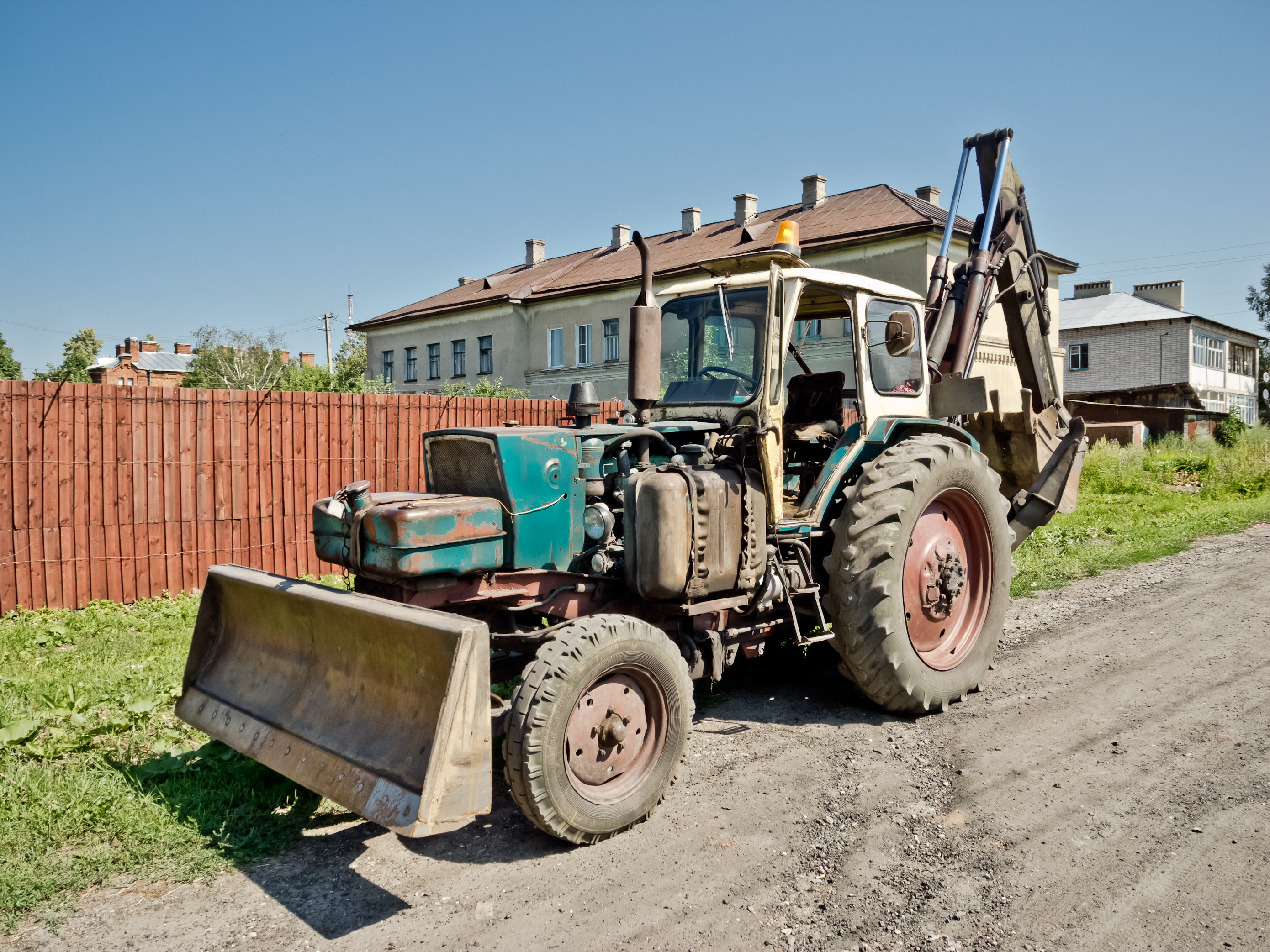
Traktorbagger EO-2621A auf Basis eines JuMZ-6K in Russland (2011)

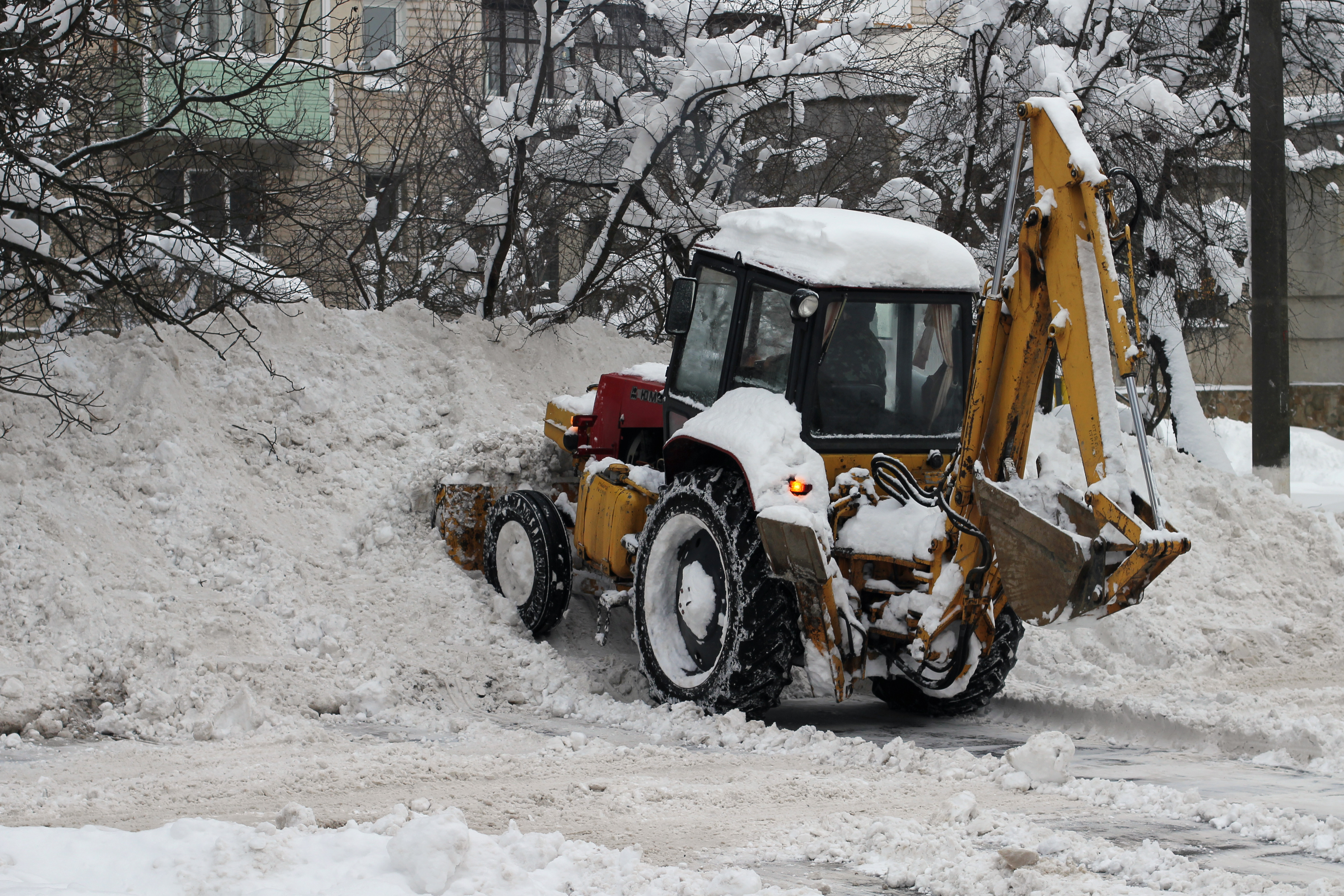
Ein JuMZ-6AKM im Winterdienst (2012)

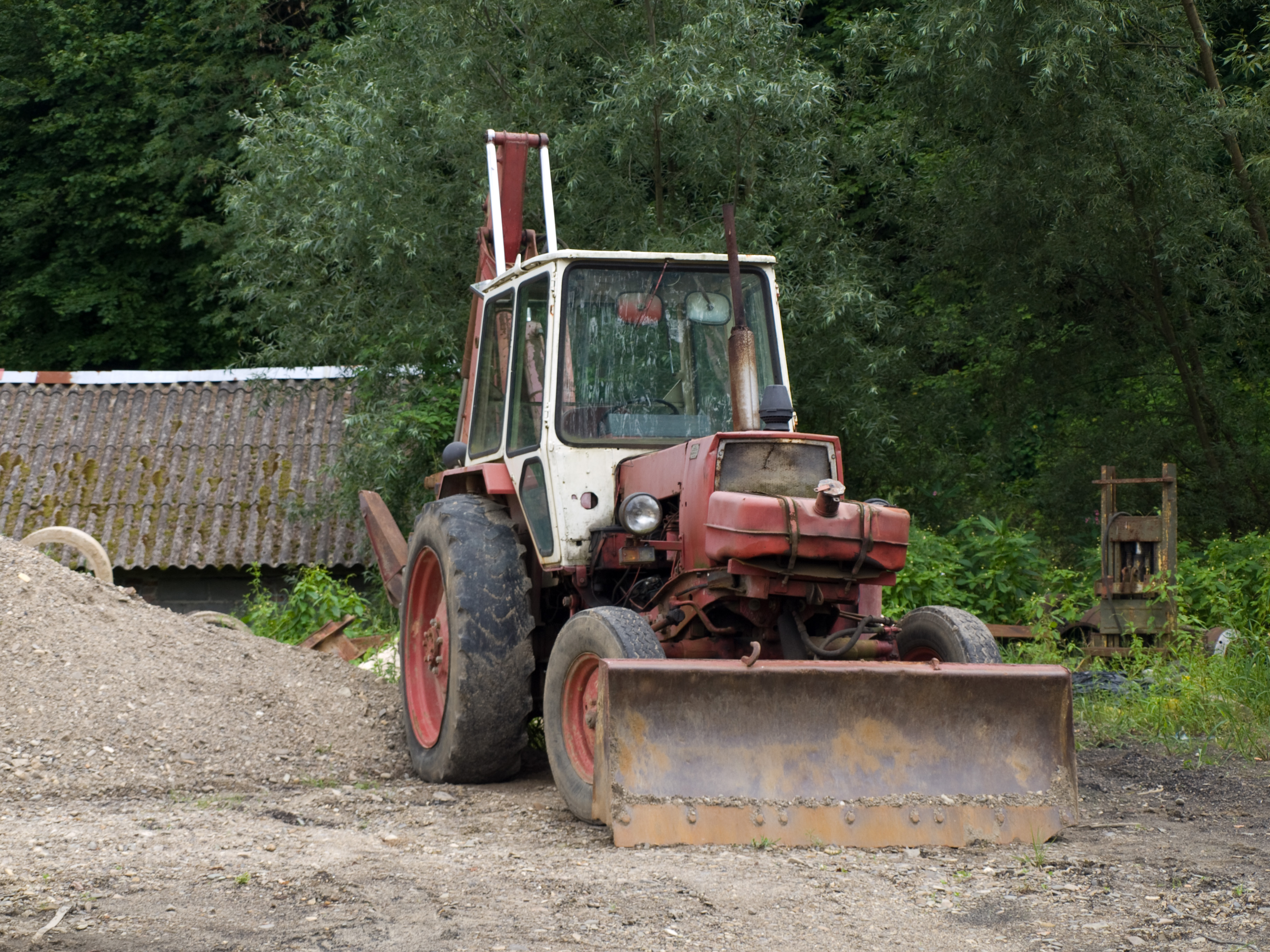
Traktorbagger EO-2621B auf Basis eines neueren JuMZ-6 in Polen (2011)

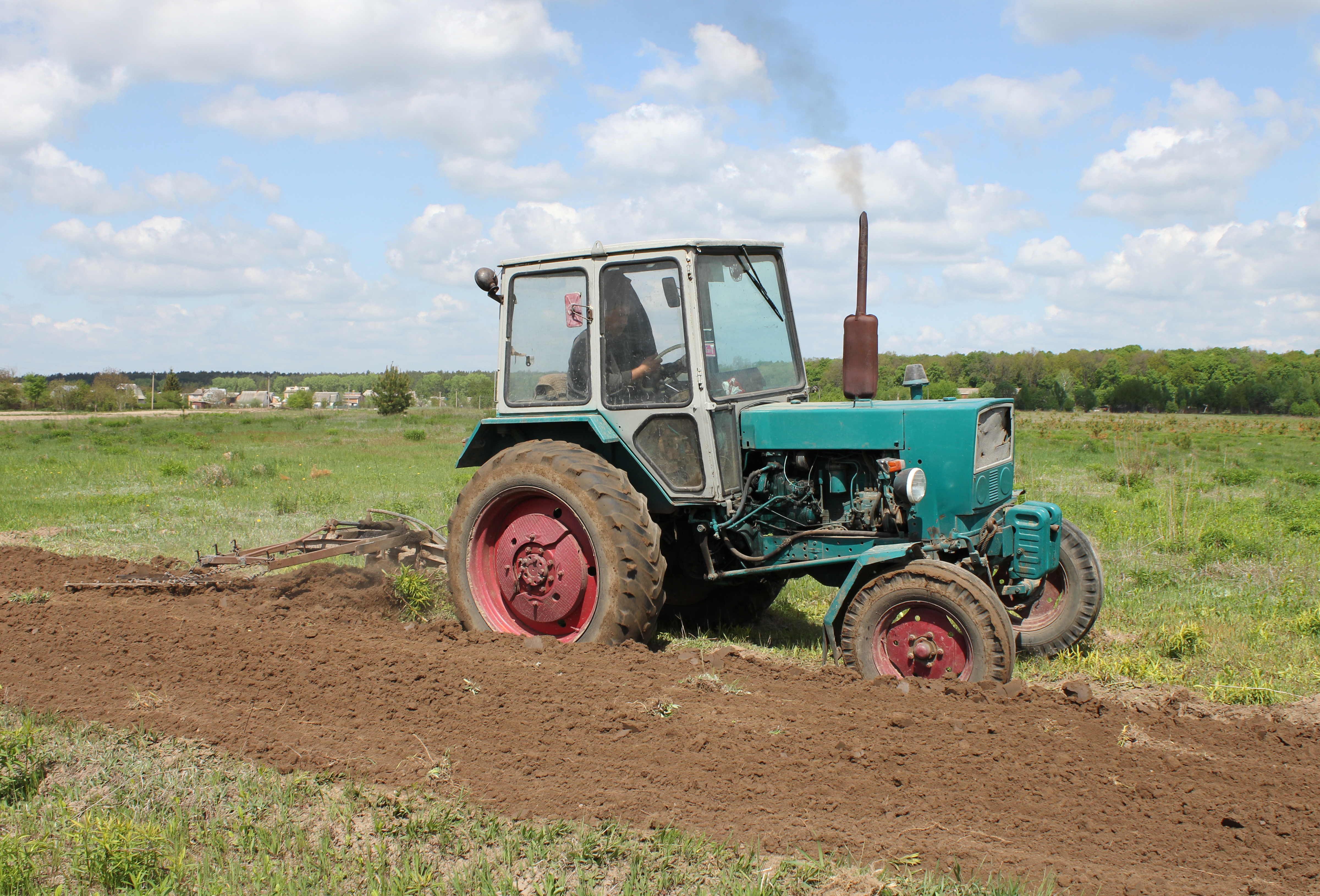
JuMZ-6KL Baujahr 1986 beim Pflügen in der Ukraine (2011)

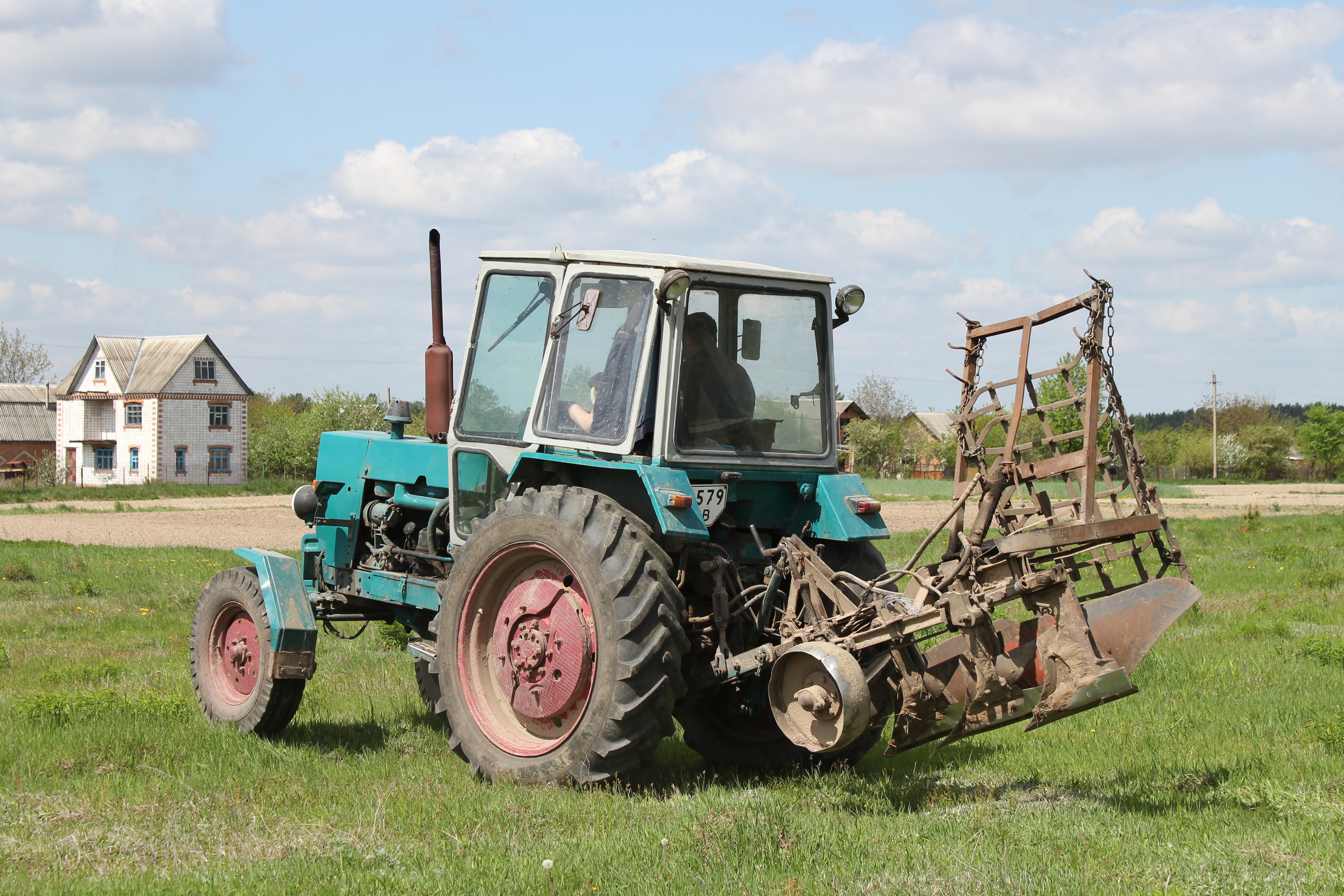
Heckansicht des gleichen Fahrzeugs

Juschmasch begann bereits 1953 mit der Fertigung von Traktoren. Zunächst wurden Modelle aus dem Minski Traktorny Sawod gefertigt: Ab 1953 der MTZ-2 und anschließend der MTZ-5. Letzterer wurde im Juschny Maschinostroitelny Sawod bis 1972 gebaut.
Die Angaben, wann mit der Serienproduktion des als JuMZ-6 benannten Nachfolgers begonnen worden ist, schwanken leicht. Während einige Quellen 1969 als erstes Baujahr angeben, ist an anderer Stelle auch von 1970 oder 1971 die Rede. Das Fahrzeug ähnelte in der ersten Phase stark dem MTZ-50, hatte jedoch einen stärkeren Motor mit leicht vergrößertem Hubraum und eine anders gestaltete Motorhaube. Es wurden zunächst zwei Versionen gebaut, die sich durch den verwendeten Anlasser unterschieden. Sowohl Modelle mit elektrischem Anlasser als auch mit einem kleinen Einzylinder-Ottomotor wurden gebaut. Letzterer bietet den Vorteil, auch bei kalten Temperaturen ohne Batterie zu funktionieren.
Es folgten über die Jahre diverse Überarbeitungen des Modells, insbesondere 1978/79 und 1986. Ab 1986 wurden Fahrzeuge mit neuer Kabine ausgeliefert. Sie gleicht stark der neuen Kabine des MTZ-80, unterscheidet sich aber in verschiedenen Details. Auch der Kühlergrill und die Motorhaube wurden im Laufe der Zeit durch eckige Teile ersetzt. Häufig wurden die Fahrzeuge grün lackiert und erhielten eine weiße Kabine.
Verschiedene Modellversionen wurden nicht für den Einsatz in der Landwirtschaft, sondern für die Industrie gebaut. Insbesondere wurden Traktorbagger hergestellt, die am Heck mit einem Baggerarm und vorne mit einem Planierschild ausgerüstet wurden. Die unter der Bezeichnung EO-2621A (runde Kabine) und EO-2621B (bereits neue Kabine) produzierten Maschinen gelangten in größeren Mengen in die DDR und wurden insbesondere zur Melioration gerne verwendet. Die Stückkosten beliefen sich 1975 auf etwa 50.000 Mark der DDR.
Ab 1985 änderte sich die Bezeichnung einiger Modellversionen in JuMZ-611. Nach dem Zerfall der Sowjetunion wurden auch einzelne Modelle mit Allradantrieb ausgestattet. 2001 wurde die Produktion des Fahrzeugs nach über 30 Jahren eingestellt. Mindestens 1.150.100 JuMZ-6 aller Varianten wurden gebaut.

## Modellvarianten
Anders als andere sowjetische Traktoren wurde der JuMZ-6 während der langen Bauzeit häufiger überarbeitet. So entstanden über die Jahre diverse unterschiedliche Versionen. Die nachfolgende Liste erhebt keinen Anspruch auf Vollständigkeit. In unterschiedlichen Quellen finden sich leicht abweichende Aussagen, wie lange die einzelnen Modellvarianten gebaut wurden.
- JuMZ-6L – Erste gebaute Version, gefertigt von 1969/70 bis 1978 oder 1979. Kein elektrischer Starter, dafür mit Einzylinder-Zweitakt-Benzinmotor als Anlasser. Noch mit runder Motorhaube und kleiner Kabine.
- JuMZ-6M – Entspricht dem JuMZ-6L, jedoch mit elektrischem Anlasser und teilweise nur mit leichtem Wetterverdeck ausgestattet.
- JuMZ-6AL – Gebaut von 1978/79 bis 1986, mit überarbeiteter Kabine, Benzinanlasser und eckiger Motorhaube.
- JuMZ-6AM – Wie JuMZ-6AL, mit elektrischem Anlasser.
- JuMZ-6K – Industrieversion ohne Dreipunktaufhängung für landwirtschaftliche Geräte. Stattdessen wurden Befestigungsteile für ein Planierschild und einen Baggerarm angebracht, um das Fahrzeug als Traktorbagger ausrüsten zu können. Gebaut von 1986 bis 1993.
- JuMZ-6KL – Gebaut, spezielle Funktion unbekannt.
- JuMZ-6KM – Ab 1991 gefertigte Version mit neuer Kabine.
- JuMZ-6AKM – Genauer Bauzeitraum unbekannt. Ab 1993 mit verstellbarer Lenksäule und verbesserten Fenstern.
- JuMZ-6AKL – Wie JuMZ-6AKM, genaue Änderungen unbekannt.
- JuMZ-6STL – Ab 1990 gebautes Modell mit geänderter Kabine (ähnlich LTS-55) und stärkerem Motor mit nun 65 PS. Gebaut bis 2001.

Ab 1985 wurden die Modelle abweichend auch als JuMZ-6XX bezeichnet:
- JuMZ-611K – Gebaut ab 1985, mit neuer Kabine und Startermotor, ausgerüstet für die Landwirtschaft.
- JuMZ-611M – Gebaut ab 1985, wie JuMZ-611K, mit elektrischem Anlasser.
- JuMZ-611KLM – Ab 1986 gebaute Variante mit Allradantrieb und Anlassmotor.
- JuMZ-611KLN – Wie JuMZ-611KL, jedoch mit elektrischem Anlasser.
- JuMZ-650 – Entspricht JuMZ-6STL.
- JuMZ-652 – Mit Allradantrieb ausgestatteter JuMZ-650, ebenfalls von 1990 bis 2001 gefertigt.

Außerdem gab es Modelle mit hohen Portalachsen, die zum Beispiel in Weinbergen eingesetzt werden können.

## Technische Daten
Die nachfolgenden Daten gelten für den JuMZ-6AKL bzw. JuMZ-6AKM, soweit bekannt. Einige technische Daten beziehen sich auf andere, ähnliche Versionen, sie sind mit einem * kenntlich gemacht.
- Motor: Vierzylinder-Viertakt-Dieselmotor
- Motortyp: D65N
- Leistung: 60 PS (44,1 kW)
- Hubraum: 4,94 l
- konzipierte Motorlebensdauer: 12.000 Betriebsstunden
- Kraftstoffverbrauch: 183 g/PSh*
- Tankinhalt: 90 l
- Getriebe: handgeschaltet, 5 Vorwärtsgänge + 1 Rückwärtsgang
- Untersetzung: zweistufig (somit effektiv 10 Vorwärtsgänge und 2 Rückwärtsgänge)*
- Zugkraft: maximal 13,7 kN
- Geschwindigkeiten vorwärts: 2,1–24,5 km/h
- Antriebsformel: 4×2
- Füllmenge Kühlsystem: 29 l
- Bordspannung: 12 V

Abmessungen und Gewichte
- Länge: 4065 mm
- Breite: 1884 mm
- Höhe: 2730 mm
- Bodenfreiheit: 650 mm
- Spurweite:
  - vorne: 1360–1860 mm
  - hinten: 1400–1800 mm
- Gewicht: 3895 kg*
- zulässiges Gesamtgewicht: 6000 kg*
- Motorgewicht: etwa 525–540 kg*